# 이더넷/IP
이더넷/IP(EtherNet/IP, IP = Industrial Protocol)는 공통 산업 프로토콜을 표준 인터넷에 순응시킨 산업 네트워크 프로토콜이다. 이더넷/IP는 미국에서 주도적인 산업 프로토콜 가운데 하나이며 공장, 하이브리드 및 공정을 포함한 다양한 산업 부문에 널리 사용된다. 이더넷/IP와 CIP 기술은 300개 이상의 회원사가 있는, 1995년 설립된 글로벌 무역 및 표준 개발 기구인 ODVA사에 의해 관리되고 있다.
이더넷/IP는 가장 널리 채용되는 이더넷 표준들인 인터넷 프로토콜, IEEE 802.3 이 2가지를 사용하여 전송, 네트워크 데이터 링크, 물리 계층을 위한 기능들을 정의한다. 이더넷/IP는 OSI 모형 중 세션 이상의 레벨(레벨 5, 6, 7)에서 수행된다. CIP는 객체 지향 디자인을 사용하여 이더넷/IP에 실시간 제어에 필요한 서비스와 장치 프로파일을 제공하며 다양한 제품 생태계를 아우르는 일정한 자동화 기능 구현을 촉진한다.
게다가 이더넷/IP는 이더넷의 표준 기능과 서비스의 중요 요소들을 이더넷/IP가 입출력 메시지 전송에 사용하는 사용자 데이터그램 프로토콜(UDP) 등 CIP 객체 모델 프레임워크에 순응시킨다.
이더넷/IP는 2010년과 2018년에 산업 이더넷 시장 중 약 30%의 점유율을 차지하는 것으로 추산되었다.

## 역사
이더넷/IP의 개발은 1990년대에 또다른 무역 및 표준 개발 기구인 컨트롤넷 인터내셔널(CI)의 기술 워킹 그룹 안에서 시작되었다. 2000년, ODVA와 CI는 이더넷/IP 개발을 위한 JTA(joint technology agreement)를 맺었다. 2009년, JTA는 종료되었으며 이더넷/IP는 ODVA와 ODVA 구성원들만의 통제를 받게 되었다. 오늘날 이더넷/IP는 디바이스넷, 컨트롤넷, 컴포넷과 더불어 CIP를 산업 네트워크에 순응시킨 4개의 네트워크 가운데 하나이다. 이 네트워크들 모두 ODVA사에 의해 관리된다.

## 기술 세부 내용
이더넷/IP는 이더넷 노드들을 특정 행위를 지니는 미리 정의된 장치 유형으로 분류한다.
- 사용자 데이터그램 프로토콜(UDP) 기반 함축적 메시징을 통한 기초적인 입출력 데이터 전송
- 전송 제어 프로토콜(TCP)를 통한 변수, 설정값, 프로그램, 레시피의 업로드와 다운로드 (예: 명시적 메시징)
- UDP를 통한 폴링 방식, 순환 방식, 상태 변경 방식 모니터링.
- IP를 통한 일대일(유니캐스트), 일대다(멀티캐스트), 일대전(全, 브로드캐스트) 통신.
- 이더넷/IP는 명시적 메시징을 위해 TCP 포트 번호 44818을 이용하며 함축적 메시징을 위해 UDP 포트 번호 2222를 이용한다.

## 오픈 소스 구현체
OpENer이라는 이름의 포터블 오픈 소스 구현체가 2009년 시작되었다. 소스 코드는 깃허브에서 BSD 허가서를 통해 이용이 가능하다.